# Крендель

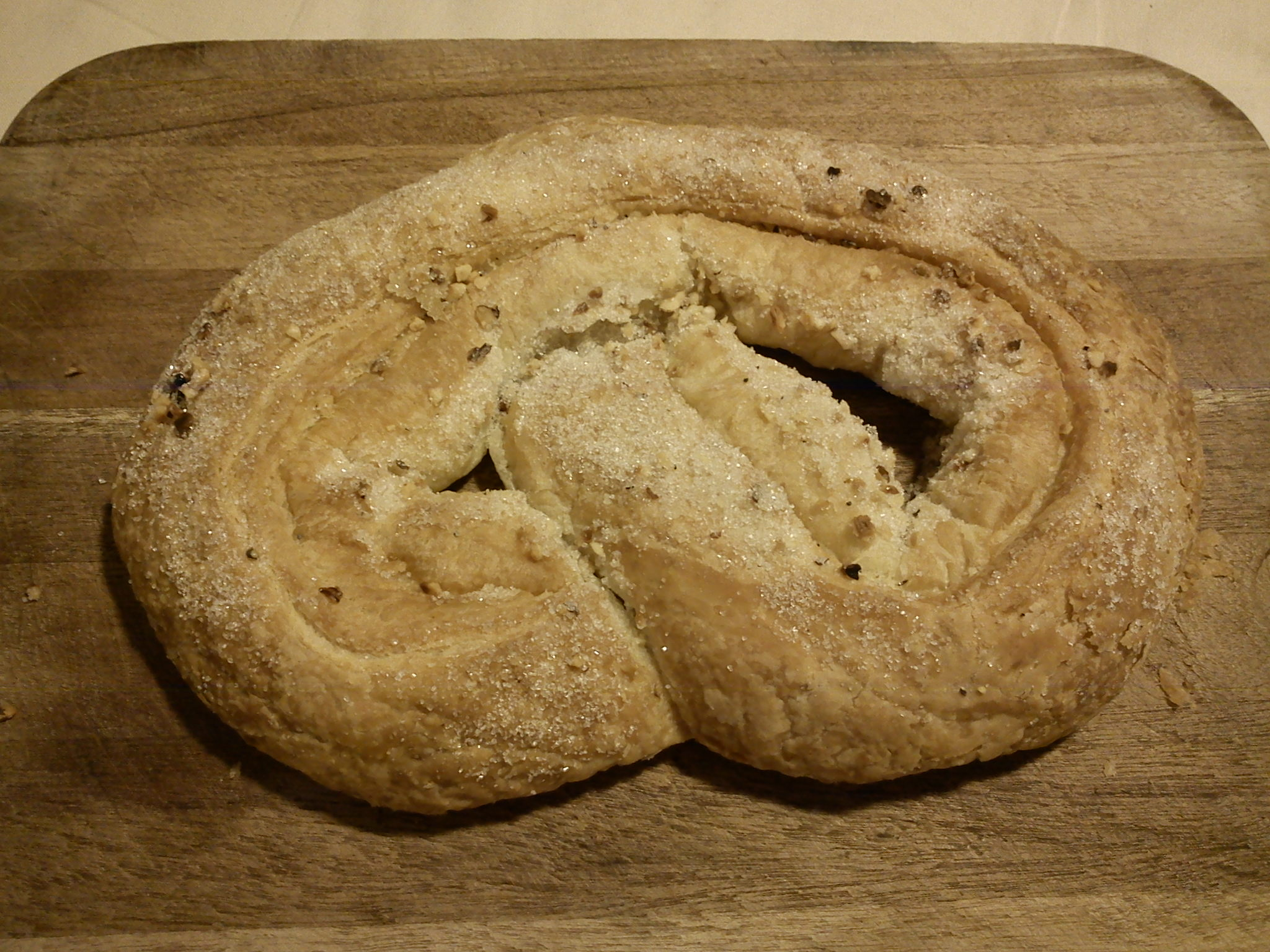
Сладкий крендель, образец датской выпечки

Буду, буду я добрей, да, добрей!

Напеку я для детей, для детей

Пирогов и кренделей, кренделей!
Кре́ндель (от н.-нем. Kringel, Krengel) — витая булка из сдобного теста в форме буквы «В» или цифры 8 или, по определению В. В. Похлёбкина, восьмёрки или сдвоенного венка. В Толковом словаре В. И. Даля форма кренделя не конкретизируется: он определён как «род калача, витушки, рогульки». Специалисты по изготовлению кренделей и их продавцы назывались крендельщиками.
В СССР на 1940 год были известны самые разнообразные крендели из венской сдобы: слоёные, плетёные, именные фигурные, пятизвёздные, трёхзвёздные и «Пятиконечная звезда», бараночные «крендели народные» с тмином или анисом, а также венское печенье «пионерские крендели» и «кофейные крендели» с добавлением жжёнки и эссенции. Крендели с корицей относились к восточным сладостям. Выборгские крендели, ныне гастрономический бренд Ленинградской области, популярные также в Финляндии, со времён Петра I их поставляли к императорскому двору, а выпекали по уникальному рецепту XIV века, которым владели прибывшие в Выборг монахи-францисканцы. В СССР дрожжевое тесто для выборгских кренделей приправляли кардамоном и мускатным орехом.
В России крендели обычно подавали на стол к чаю вместе с пирогами и сухарями. В доме Василия Ивановича Базарова в романе И. С. Тургенева «Отцы и дети» после обеда «явился на сцену чай со сливками, с маслом и кренделями». В «Детских годах Багрова-внука» С. Т. Аксакова бабушка подавала детям к чаю с густыми жирными сливками сдобные кренделя. В романе А. С. Пушкина «Арап Петра Великого» царь закусывает кренделем анисовую водку. В водевиле П. А. Каратыгина «Булочная, или Петербургский немец» молодой чиновник, волочащийся за дочерью немецкого булочника, ради встреч с ней заказывает такие огромные кренделя, которые никак не могли бы пройти через васисдас. Именинные крендели по рецепту Е. И. Молоховец пекли из дрожжевого теста с горчичным маслом и шафраном, смазывали мёдом и посыпали миндалём, коринкой, сахаром и истолчённой постной сухой булкой. В романе И. С. Шмелёва «Лето Господне» именинный крендель «с миндалями» был такой «огромадный», что его понесли вручать «на головах, на щите, парадно» несколько человек. В «Сказке о Пете» В. В. Маяковского глава отвратительной буржуйской семьи, важный господин — «очень толстый, очень лысый, злее самой злющей крысы», «ест он, с Петею деля, мармелад и кренделя».
Благодаря запоминающейся форме крендель превратился в символ пекарского дела, часто изображается на вывесках булочных и уже более 700 лет служит в Европе цеховым гербом. В рассказе «Дом с кренделями» И. А. Ильфа на деревянном фасаде дома висят золотые кренделя, хотя булочной в нём уже нет. Попав впервые в Петербург, автобиографический герой романа М. М. Пришвина «Кащеева цепь» искал булочную из «Незнакомки» А. А. Блока по строке «Чуть золотится крендель булочной».
Обрядовая выпечка в форме кренделей известна во многих странах Европы со Средних веков. По легенде, форму кренделя изобрёл в 610 году итальянский монах, вдохновлённый сложенными для молитвы руками собратьев. Он награждал кренделями детей за успехи в учении катехизиса. В немецком языке, из которого в XVIII веке было заимствовано русское слово, «крингель» определяется как выпечка небольшого размера кольцеобразной формы и, согласно рецептам, представляет собой песочное печенье «колечки», с начинкой и без. В рейнской кухне известны круглые эльберфельдские крендели из Вупперталя. Булочные изделия «характерной плетёной формы», как солёные щелочной выпечки, так и сладкие, в немецкоязычных регионах носят название «брецель». Датские крендели часто формуют из датской сдобы.
В русском языке крендель выступает образным эталоном для характеристики всего сложного, замысловатого и закрученного или неожиданного и необычного: «предложить руку кренделем», «выкидывать кренделя», «выписывать кренделя», «ни за какие кренделя». У Н. В. Гоголя в «Майской ночи» пан голова на Покров будет писать ногами немецкие крендели на дороге, а в «Мёртвых душах» Чичиков в гостях у Коробочки засыпает, свернувшись кренделем под ситцевым одеялом. В субстандарте русского языка «крендель» — метафорическое наименование мужчины. Солдат в «Моих скитаниях» В. А. Гиляровского назвал командующего войсками Московского военного округа Гильденштуббе «крендель в шубе».